# Santiago Segura
Pour les articles homonymes, voir Segura (homonymie).
 (avril 2024).
Si vous disposez d'ouvrages ou d'articles de référence ou si vous connaissez des sites web de qualité traitant du thème abordé ici, merci de compléter l'article en donnant les références utiles à sa vérifiabilité et en les liant à la section « Notes et références ».
Santiago Segura Silva, né le 17 juillet 1965 à Madrid (Espagne), est un acteur, producteur, réalisateur et scénariste espagnol.

## Biographie
Né en 1965 à Carabanchel, un quartier de la banlieue de Madrid, il provient d’une famille de classe moyenne. Son père avait une usine de vis et d’écrous où Santiago ne voulait pas travailler. Après ses études scolaires il étudie les beaux-arts à l'Universidad Complutense de Madrid.

### Tout pour les courts-métrages
Sa relation avec le monde du cinéma commence très tôt parce qu’à 14 ans il achète une caméra Super 8 d’occasion, avec laquelle il réalise des courts métrages de 3 minutes, la longueur maximale des pellicules de film du format Super 8.
En 1989, le court-métrage Relatos de Medianoche, filmé lui aussi avec une Super 8 et avec un coût total environ 50 €, lui rapporte un prix de 600 € au concours Cinema Jove de València. Le prix lui démontre que le monde du cinéma peut être rentable. Ses expériences avec la Super 8 sont un bon exercice pour les films 35 mm, le format professionnel.
Afin d’obtenir les ressources nécessaires à tourner, le réalisateur travaille à tous types d’emplois comme doubleur de films, figurant, dessinateur de bande dessinée pour le magazine El Víbora, barman et il participe même à quelques concours de la télévision.
Segura édite et distribue avec ses propres moyens JIStory (1994), une compilation en VHS de ses courts-métrages de Super 8. En même temps, il participe à de nombreux festivals où il prend contact avec d’autres jeunes réalisateurs. Son travail dans le monde du court-métrage est récompensé avec un Goya au meilleur court-métrage de fiction pour Perturbado (1995).

### Acteur
Comme acteur, il a joué divers rôles mineurs dans différentes productions du cinéma espagnol et américain. Ils sont un clair exemple de sa personnalité singulière et anarchique.
Sa carrière prend de l’élan quand il connaît le réalisateur Álex de la Iglesia. Ils se rencontrent pendant un festival de courts-métrages à Valencia et Alex lui offre un rôle dans le film Action mutante (1992). La collaboration entre Alex et Santiago continue avec le film Le Jour de la bête (El Día de la bestia) (1995) où Segura joue le rôle d’un jeune heavy metal qui aide un prêtre à éviter la naissance de l’antéchrist et la fin du monde. Grâce à ce rôle il reçoit, en 1996, le Goya du meilleur acteur révélation.

### Torrente
La renommée lui arrive avec Torrente, le bras gauche de la loi (1998), film avec lequel il accomplit de nombreux objectifs comme de travailler avec Tony Leblanc, réaliser le film le plus vu du cinéma espagnol (près de 3 millions de spectateurs) et recevoir, en 1999, le Goya du meilleur Metteur en scène.
Torrente est un ex-agent de police raciste, misogyne, obèse, chauve, cochon et qui utilise des méthodes abusives.
Avec ce personnage et l’ambiance freak du film, le réalisateur connecte avec les spectateurs et montre aussi, malgré les critiques, qu’il y a un humour entre le dégoût et la sympathie, qui est capable de capter l’attention de l’audience.
Après le succès de ce premier film, il dirige quatre autres films de plus, Torrente 2: Misión en Marbella (2001), Torrente 3: El protector » (2005), Torrente 4: Lethal Crisis (2011) et Torrente 5: Operación Eurovegas (2014). La saga Torrente, est un grand succès commercial du cinéma espagnol.

### Autres films
Une autre contribution du réalisateur dans le monde du cinéma est la maison de production Amiguetes Entertainment, SL. Créée en 1994 afin de produire les courts-métrages de Segura, elle produit actuellement ses propres films et d’autres films de réalisateurs débutants.
Dans le monde de la télévision, Segura a réalisé des activités de scénariste de programmes, présentateur, acteur et collaborateur occasionnel. Pendant les années 1990, il écrit des scénarios pour les programmes Moros y Cristianos et Esta noche cruzamos el Mississippi (les deux sur Tele 5) et il joue un rôle dans la série Petra Delicado (TVE).
Sa facette comme présentateur de télévision est la plus irrégulière à cause des bas niveaux d’audience obtenus. Son début en 1996 avec Dobles parejas (Antena 3) est polémique à cause de la manière avec laquelle Segura traite les participants. Il présente aussi en 2004 El peor programa de la semana (TVE) et en 2007 son dernier travail est Sabías a lo que venías (La Sexta), avec 26 émissions. Les deux sont des programmes d’humour.
Dans le monde du théâtre, en 2008, il joue le rôle principal dans Los productores, une adaptation de la comédie musicale de Mel Brooks.

## Filmographie

### Comme acteur
- 1989 : Relatos de la medianoche
- 1990 : Eduardo
- 1992 : Evilio : Evilio
- 1992 : El cobrador del gas sólo llama una vez
- 1993 : Perturbado
- 1993 : Action mutante (Acción mutante) : Ezequiel
- 1993 : El peor programa de la semana (série TV)
- 1993 : Todos a la cárcel : Ecologista
- 1994 : Evilio vuelve (El purificador) : Evilio
- 1994 : Todo es mentira : Vendedor
- 1995 : Cuernos de mujer : Ciego
- 1995 : Le Jour de la bête (El día de la bestia) : José María
- 1995 : Trop, c'est trop (Two Much) : Paparazzi
- 1996 : Killer Barbys : Baltasar
- 1996 : Tengo una casa : Guardia 1
- 1996 : Matías, juez de línea : Antidisturbios 1
- 1996 : La buena vida
- 1997 : Sólo se muere dos veces : Amilibia
- 1997 : Airbag : Candidato Paiño
- 1997 : Perdita Durango : Shorty Dee
- 1998 : Torrente, le bras gauche de la loi (Torrente, el brazo tonto de la ley) : José Luis Torrente
- 1998 : La Fille de tes rêves (La niña de tus ojos) : Castillo
- 1999 : Mort de rire (Muertos de risa) : Nino
- 1999 : París Tombuctú : El Cura
- 1999 : La parrilla (TV)
- 1999 : La mujer más fea del mundo : le président de la république
- 1999 : En route pour le palais (Pídele cuentas al rey) : Mendigo
- 2000 : El derecho de las patatas
- 2000 : Le Cœur du guerrier (El corazón del guerrero) : Netheril / Carlos José
- 2000 : Sabotage! : Cyrille Léotard
- 2000 : Obra maestra : Benito Cañaveras
- 2001 : Torrente 2: Misión en Marbella : José Luis Torrente
- 2001 : Chica de Río : Paulo
- 2002 : Zero/infinito (voix)
- 2002 : Blade II : Rush
- 2002 : Asesino en serio : Padre Gorkisolo
- 2002 : El sueño de la maestra : Morales
- 2003 : El oro de Moscú : Íñigo Fuentes
- 2003 : Beyond Re-Animator : Speedball
- 2003 : Tiny Tiptoes (Tiptoes) : le manager du motel
- 2003 : Una de zombis : Padre Pelayo / Entrecot / lui-même
- 2003 : Regreso al 2004 (TV)
- 2004 : Cody Banks, agent secret 2 : Destination Londres (Agent Cody Banks 2: Destination London) : Santiago
- 2004 : Hellboy de Guillermo del Toro : le conducteur de train
- 2004 : Isi/Disi: Amor a lo bestia : Isi
- 2004 : Promedio rojo : le médecin
- 2004 : Di que sí : Oscar Vázquez
- 2004 : El asombroso mundo de Borjamari y Pocholo : Borjamari
- 2004 : Erase una vez... (TV)
- 2005 : Torrente 3: El Protector : José Luis Torrente
- 2005 : Repaso al futuro (TV)
- 2006 : Bienvenido a casa
- 2006 : La máquina de bailar : Johnny
- 2006 : Isi y Disi: Alto voltaje : Isi
- 2006 : Juicio al (TV)
- 2008 : Astérix et Obélix aux Jeux Olympiques : Docteurmabus
- 2008 : Hellboy II : Les Légions d'or maudites : Un acheteur de la vente aux enchères
- 2010 : Tensión sexual no resuelta : Hacker
- 2010 : Balada triste (Balada triste de trompeta) d'Álex de la Iglesia : Auguste
- 2011 : Torrente 4: Lethal Crisis : José Luís Torrente
- 2012 : Comme un chef de Daniel Cohen : Juan
- 2013 : Pacific Rim de Guillermo del Toro : l'homme ratatiné
- 2014 : Torrente 5: Operación Eurovegas (2014) : José Luís Torrente
- 2016 : La Reine d'Espagne (La reina de España) de Fernando Trueba : Castillo
- 2017 : Casi leyendas de Gabriel Nesci
- 2017 : Sólo se vive una vez de Federico Cueva
- 2017 : In The Deep de Johannes Roberts : Benjamin
- 2019 : Padre no hay más que uno

### Comme producteur
- 2001 : Torrente 2: Misión en Marbella
- 2002 : Asesino en serio
- 2003 : Una de zombis
- 2004 : Promedio rojo
- 2004 : El Asombroso mundo de Borjamari y Pocholo
- 2005 : Torrente 3: El Protector
- 2006 : La Máquina de bailar

### Comme réalisateur
- 1989 : Relatos de la medianoche
- 1992 : Evilio
- 1993 : Perturbado
- 1994 : Evilio vuelve (El purificador)
- 1998 : Torrente (Torrente, el brazo tonto de la ley)
- 2001 : Torrente 2: Misión en Marbella
- 2005 : Torrente 3: El Protector
- 2011 : Torrente 4: Lethal Crisis
- 2014 : Torrente 5: Operación Eurovegas
- 2018 : Sin rodeos
- 2019 : Padre no hay más que uno

### Comme scénariste
- 1992 : Evilio
- 1993 : Perturbado
- 1998 : Torrente (Torrente, el brazo tonto de la ley)
- 2001 : Torrente 2: Misión en Marbella
- 2005 : Torrente 3: El Protector